# Viola evae
Viola evae är en violväxtart som beskrevs av Georg Hans Emmo Emo Wolfgang Hieronymus och Wilhelm Becker. Viola evae ingår i släktet violer, och familjen violväxter. Inga underarter finns listade i Catalogue of Life.